# Жаксыбай (озеро)
Жаксыбай (каз. Жақсыбай) — пресное бессточное озеро в Наурзумском районе Костанайской области Казахстана.
Название происходит от имени человека.
Площадь поверхности озера составляет 15 км². Наибольшая длина озера — 5,1 км, наибольшая ширина — 4 км. Длина береговой линии составляет 18 км. Озеро расположено на высоте 229 м над уровнем моря, примерно в 13 км к северо-востоку от села Раздольное.